# Rakvice
Rakvice (in tedesco Rakwitz) è un comune della Repubblica Ceca facente parte del distretto di Břeclav, in Moravia Meridionale.